# أمبروز دبليو. كلارك
أمبروز دبليو. كلارك (بالإنجليزية: Ambrose W. Clark) هو دبلوماسي وصحفي وقاضي وسياسي أمريكي، ولد في 19 فبراير 1810 في كوبرستاون في الولايات المتحدة، وتوفي في 13 أكتوبر 1887 في واتيرتاون في الولايات المتحدة. حزبياً، نشط في الحزب الجمهوري. وقد انتخب عضو مجلس النواب الأمريكي.